# Helmholtzia glaberrima
Helmholtzia glaberrima är en enhjärtbladig växtart som först beskrevs av Joseph Dalton Hooker, och fick sitt nu gällande namn av Théodore Caruel. Helmholtzia glaberrima ingår i släktet Helmholtzia och familjen Philydraceae. Inga underarter finns listade.

## Bildgalleri

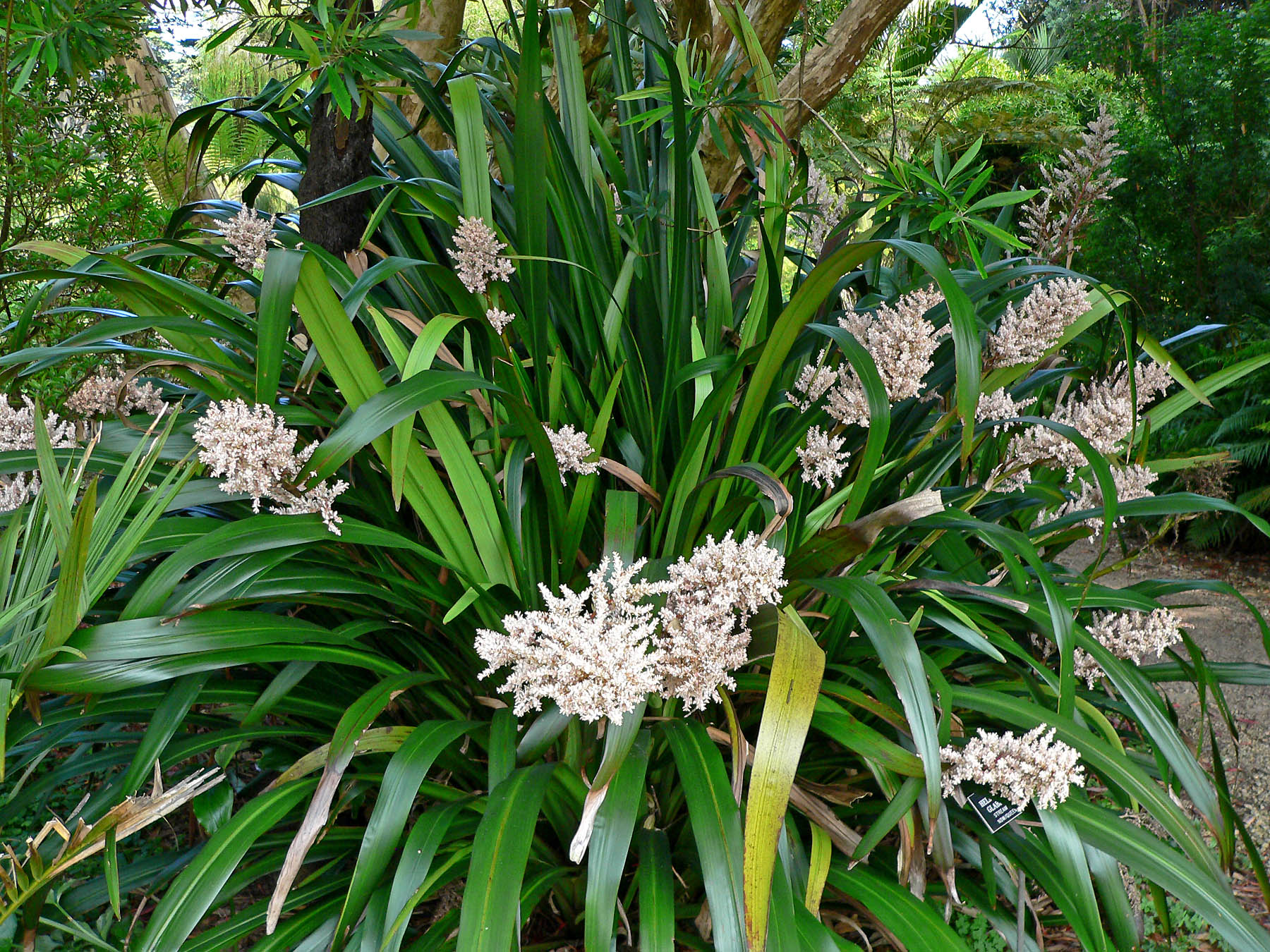
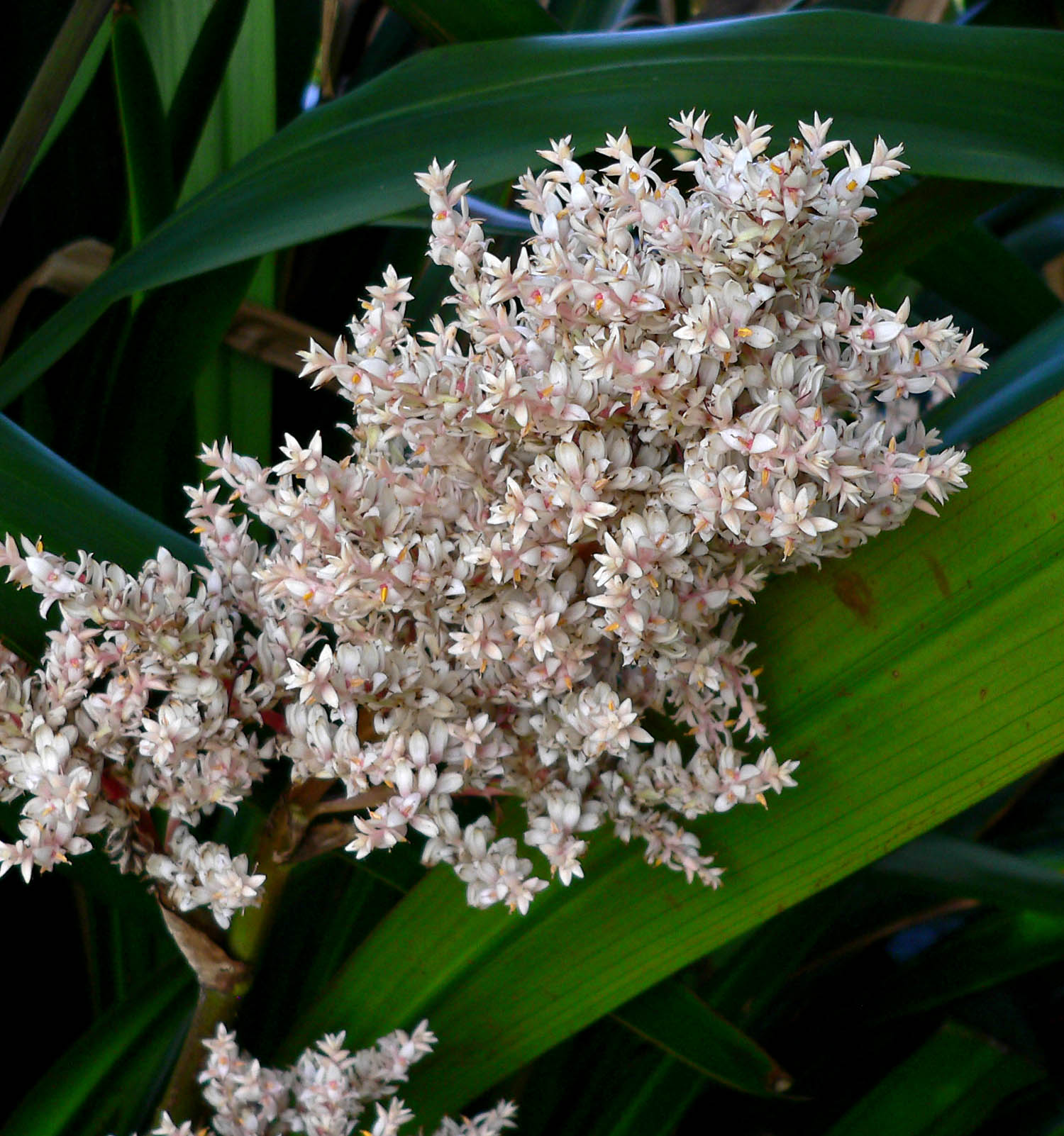
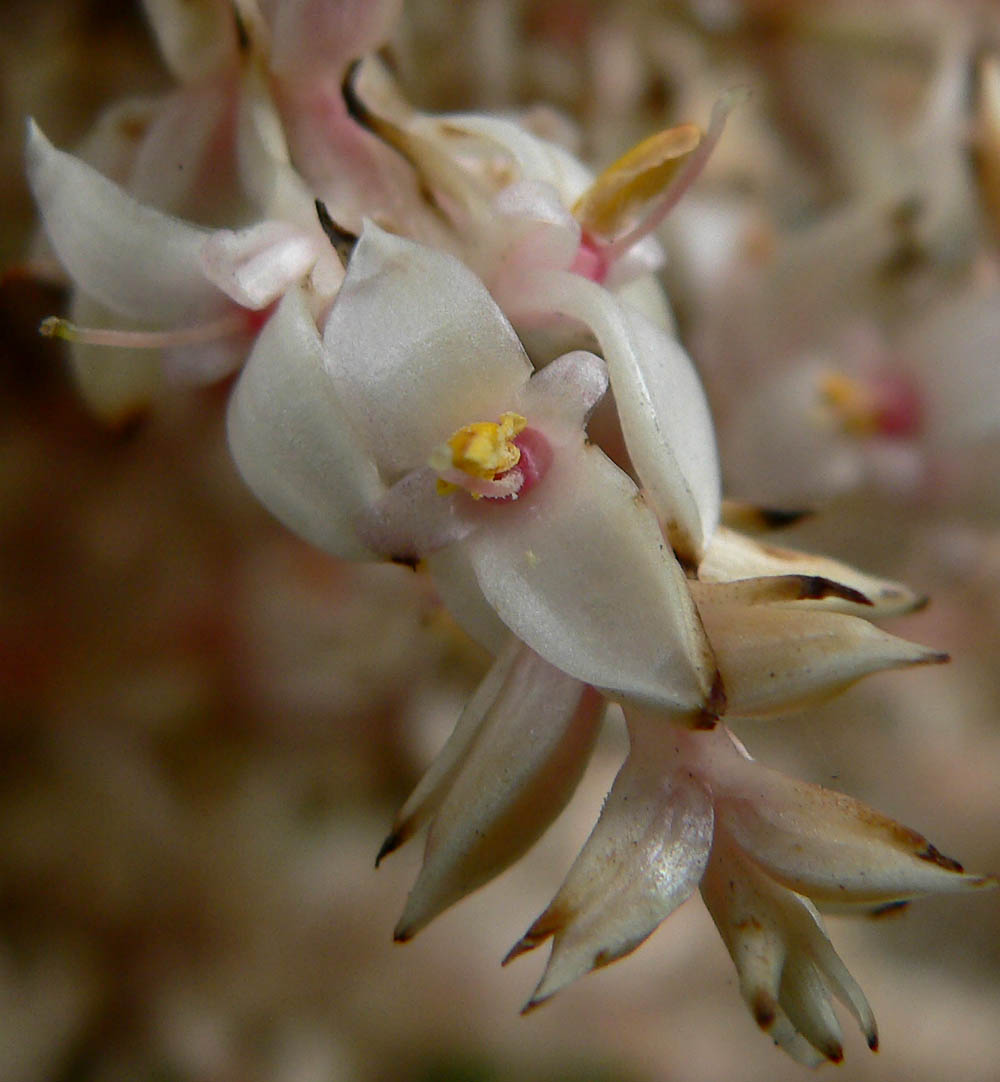